# 안드레이 지그만토비치
안드레이 비켄티예비치 지그만토비치(러시아어: Андрей Викентьевич Зыгмантович, 1962년 12월 2일, 민스크 ~)는 벨라루스의 전 축구 선수이자 현 축구 지도자이다.
민스크 (벨로루시 소비에트 사회주의 공화국의 수도였으며, 오늘날 벨라루스의 수도) 출신의 지그만토비치는 자신의 고향을 연고로 하는 디나모 민스크에서 10년 동안 선수 생활을 하였다. 그 밖에 네덜란드의 흐로닝언 (1991년 ~ 1992년), 스페인의 라싱 산탄데르 (1993년 ~ 1996년) 같은 해외 무대에서도 선수 생활을 하였다. 2000년대에 들어선 후에는 축구 지도자로 활동하고 있으며, 현재 (2011년 기준)는 노보시비르스크를 연고로 하는 FC 시비르-2 노보시비르스크 (FC Sibir-2 Novosibirsk)의 감독으로 있다.
소련 축구 국가대표팀에는 1984년 3월 28일, 서독 전에서 데뷔하였다. 1990년 FIFA 월드컵에 출전했을 때에는 카메룬과의 조별 리그 마지막 경기에서 골을 넣었으나, 소련은 그 경기 이전에 이미 조별 리그 탈락이 확정된 상황이었다. 1990년 FIFA 월드컵은 지그만토비치가 출전한 첫 국제 대회이자 마지막 국제 대회가 되었다.
1984년부터 1990년까지 소련 축구 국가대표팀에서 36경기 3골을 기록했으며, 소련의 붕괴 이후 1994년부터 1996년까지 벨라루스 축구 국가대표팀 소속으로 9경기에 출장하였다. 1992년과 1994년에는 벨라루스 올해의 축구 선수에 선정되기도 하였다.